# Beppe Gabbiani
Giuseppe "Beppe" Gabbiani (Piacenza, 2 de janeiro de 1957) é um automobilista Italiano.